# Elk Park
Elk Park es un pueblo ubicado en el condado de Avery en el estado estadounidense de Carolina del Norte. En el año 2000 tenía una población de 459 habitantes y una densidad poblacional de 254,5 personas por km².

## Geografía
Elk Park se encuentra ubicado en las coordenadas 36°9′30″N 81°58′52″O / 36.15833, -81.98111.

## Demografía
Según la Oficina del Censo en 2000 los ingresos medios por hogar en la localidad eran de $20.769, y los ingresos medios por familia eran $27.500. Los hombres tenían unos ingresos medios de $26.000 frente a los $15.750 para las mujeres. La renta per cápita para la localidad era de $13.486. Alrededor del 15.6% de las familias y del 20% de la población estaban por debajo del umbral de pobreza.